# دانشکده پزشکی دانشگاه استنفورد
دانشکده پزشکی دانشگاه استنفورد (به انگلیسی: Stanford University School of Medicine) دانشکده پزشکی دانشگاه استنفورد است که در استنفورد، کالیفرنیا واقع شده‌است. این دانشکده پزشکی که در آن زمان کالج پزشکی کوپر نامیده می‌شد، در سال ۱۹۰۸ توسط استنفورد خریداری شد و در سال ۱۹۵۹ به پردیس دانشگاه استنفورد در نزدیکی پالو آلتو منتقل شد.
این دانشکده پزشکی همراه با مرکز مراقبت‌های بهداشتی استنفورد و بیمارستان کودکان لوسیل پاکارد، بخشی از دانشگاه استنفورد است. مرکز مراقبت‌های بهداشتی استنفورد در رتبه چهارم بهترین بیمارستان در کالیفرنیا قرار گرفت.

## رتبه‌بندی و پذیرش
در رتبه‌بندی گزارش شده در سال ۲۰۱۲ در آمریکا استنفورد پنجمین دانشگاه برتر شناخته شد. میزان پذیرش در استفورد بسیار پایین و حدود ۲٫۶ درصد است. این مقدار فقط در دانشکده پزشکی مایو کمتر یعنی در حدود ۲ و نیم درصد است.